# Karl Weissenberg
Karl Weissenberg (Viena, 11 de junho de 1893 — Haia, 6 de abril de 1976) foi um físico austríaco.
Conhecido por suas contribuições à reologia e cristalografia.